# Yoshiko Yamamoto
Yoshiko Yamamoto (jap. 山本 佳子, Yamamoto Yoshiko, nach Heirat Yoshiko Honda, 本田 佳子, Honda Yoshiko; * 6. Juni 1970 in Kōbe) ist eine ehemalige japanische Marathonläuferin.
1989 wurde Yamamoto bei ihrem Debüt Neunte beim Osaka Women’s Marathon in 2:38:10 h. Im Jahr darauf siegte sie beim Paris-Marathon und wurde 1991 Vierte beim Hokkaidō-Marathon. 1992 wurde sie Vierte in Ōsaka und blieb mit 2:27:58 h ebenso unter dem alten Landesrekord von Yūko Arimori wie die Erstplatzierte Yumi Kokamo und die Zweitplatzierte Akemi Matsuno. Beim Boston-Marathon verbesserte sie als Zweite den nationalen Rekord auf 2:26:26 h, beim New-York-City-Marathon wurde sie Dritte. 1993 wurde sie Dritte in Ōsaka, Vierte beim Sapporo-Halbmarathon und gewann den Amsterdam-Marathon. 1995 wurde sie Sechste in Boston und 1997 Fünfte beim Chicago-Marathon.
Yoshiko Yamamoto ist 1,60 m groß und wog zu Wettkampfzeiten 43 kg. Sie startete für das Firmenteam der Supermarktkette Daiei. Ihr Ehemann Daizō Honda ist Leichtathletiktrainer.

## Persönliche Bestzeiten
- 10.000 m: 32:51,78 min, 12. Mai 1991, Mito
- Halbmarathon: 1:11:50 h, 18. Juli 1993, Sapporo
- Marathon: 2:26:26 h, 20. April 1992, Boston